# Fernanda de Freitas
Fernanda de Freitas Sahdo (São José do Rio Preto, 25 de fevereiro de 1980) é uma atriz e apresentadora brasileira, vencedora do prêmio de Melhor Atriz do Festival de Cinema de Paulínia, ela também acumula indicações para um Prêmio Guarani e um Prêmio Qualidade Brasil.
Enquanto estudava na Casa das Artes de Laranjeiras, ganhou notoriedade por seus trabalhos na TV Globo, como assistente de palco no programa Planeta Xuxa e na apresentação da TV Globinho, entre os anos de 2000 e 2003. Em seguida, ingressou no elenco de atores da emissora, destacando-se em Kubanacan (2003), Bang Bang (2005) e Pé na Jaca (2006).
No cinema, ganhou destaque por interpretar Ana Angel no filme Zuzu Angel (2006) e Roberta Fontes no filme Tropa de Elite (2007). Em 2011, recebeu elogios da crítica por sua atuação no filme Malu de Bicicleta, pelo qual se saiu vitoriosa como melhor atriz no Festival de Cinema de Paulínia e foi indicada ao prêmio de revelação do ano pelo Prêmio Guarani.
Entre 2011 e 2015, ganhou destaque na televisão por seu papel de Flavinha na série da TV Globo, Tapas & Beijos. Em 2021, voltou a ser elogiada por sua atuação como Érica na novela do horário nobre Um Lugar ao Sol, além de protagonizar o drama 4 x 100 - Correndo por um Sonho nos cinemas.

## Biografia
Em 1999 mudou-se para o Rio de Janeiro para estudar na teatro na Casa de Arte das Laranjeiras. Na época fez os testes para o Planeta Xuxa para se tornar uma das novas assistentes de palco, as Garotas do Zodíaco, sendo escolhida e permanecendo entre 2000 e 2001 representando o signo de Peixes. Fernanda estreou como atriz em Coração de Estudante, no papel da Heloísa. Em seguida, 2003, ela assumiu a apresentação do TV Globinho, ao lado de outras atrizes. Na televisão, Fernanda de Freitas participou, também, das novelas Kubanacan (2003) no papel da fútil Consuelo; Como uma Onda (2004) no papel da moderna e rebelde Amanda;

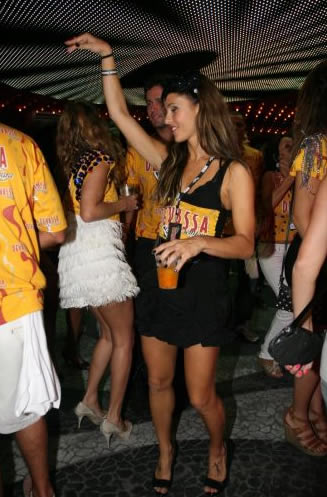
Fernanda durante o carnaval de 2006.

Bang Bang (2005) como a religiosa e sonhadora Catty; Pé na Jaca (2006) como a ambiciosa vilã Leila; Negócio da China (2008) como a doce Antonella. A atriz teve participações no programa A Turma do Didi, no seriados Malhação; Casos e Acasos (2008); S.O.S. Emergência (2009/2010); no especial Por Toda a Minha Vida (2008), no programa Cilada (2009), na minissérie Decamerão - A Comédia do Sexo (2009), Programa Piloto (2009). No cinema, Fernanda estreou em Cidade Baixa (2005). Depois fez Zuzu Angel (2006); Tropa de Elite (2007); A Casa da Mãe Joana (2008); Malu de Bicicleta (2011). No teatro, Fernanda de Freitas atuou em A Ver Estrelas (2008).
Em 2011, Fernanda de Freitas participa do seriado Tapas & Beijos e continua na peça Ensina-me a Viver, em cartaz desde 2008. Em 2015, vive um momento de destaque na televisão, ao ser uma das protagonistas do seriado Mister Brau, onde vive a cômica e superficial socialite Andréia, o seriado de sucesso permanece no ar até 2018. De 2015 a 2018, ainda participa da nova geração da Escolinha do Professor Raimundo, onde interpreta a beldade Marina da Glória. 
Em 2018, retorna as novelas, aceitando o convite para atuar em O Sétimo Guardião, onde surge como vilã, na pele da ambiciosa e dissimulada secretária Marie Louise Dechamps, braço direito da grande vilã da trama, vivida por Lília Cabral.

## Vida pessoal
Em 23 de fevereiro de 2017, Fernanda de Freitas casou-se com o arquiteto português João Henrique, em uma cerimônia simples na capela de São Pedro, na cidade de Fernando de Noronha. O matrimônio durou pouco menos de um ano e o casal veio a se separar no mês de dezembro ainda em 2017.

## Filmografia

### Televisão
| Ano       | Trabalho                        | Personagem                                               | Notas                                   |
| --------- | ------------------------------- | -------------------------------------------------------- | --------------------------------------- |
| 1999      | Terra Nostra                    | Zuca                                                     | Episódio: "10 de dezembro"              |
| 2000–2001 | Planeta Xuxa                    | Garota do Zodíaco de Peixes (assistente de palco)        |                                         |
| 2002      | Coração de Estudante            | Maria Heloísa Cordeiro (Helô)                            |                                         |
| 2002–2003 | TV Globinho                     | Apresentadora                                            |                                         |
| 2003      | Kubanacan                       | Consuelo Tallavera                                       |                                         |
| 2004      | Como uma Onda                   | Amanda do Espírito Santo                                 |                                         |
| 2005      | Cilada                          | Tati                                                     | Episódio: "Motel"                       |
| 2005      | Bang Bang                       | Catty Mcgold Evans                                       |                                         |
| 2006      | Pé na Jaca                      | Maria Leila Barra Botelho Bulhões de Canabrava (Lilinha) |                                         |
| 2007      | Malhação                        | Francesca Vidal (Fran)                                   | Episódios: "10 de agosto–12 de outubro" |
| 2008      | Por Toda a Minha Vida           | Valéria Zopello                                          | Episódio: "Mamonas Assassinas"          |
| 2008      | Casos e Acasos                  | Maria Cecília                                            | Episódio: "O Trote, o Filho e o Fora"   |
| 2008      | A Favorita                      | Luana                                                    | Episódios: "17–19 de setembro"          |
| 2008      | Negócio da China                | Antonella Bertazzi                                       |                                         |
| 2009      | Decamerão: A Comédia do Sexo    | Belisa                                                   |                                         |
| 2010      | S.O.S. Emergência               | Drª. Evelin M. H.                                        |                                         |
| 2010      | Programa Piloto                 | Fabiana                                                  | Especial de fim de ano                  |
| 2011–2015 | Tapas & Beijos                  | Flávia Mattos (Flavinha)                                 |                                         |
| 2012      | A História do Amor              | Vários personagens                                       | Especial de fim de ano                  |
| 2013      | Junto & Misturado               | Fernanda                                                 | Temporada 2                             |
| 2015–2018 | Mister Brau                     | Andréia Tolledo de Menezes                               |                                         |
| 2015–2020 | Escolinha do Professor Raimundo | Marina da Glória                                         |                                         |
| 2018      | O Sétimo Guardião               | Louise Marie Dechamps                                    |                                         |
| 2021      | Um Lugar ao Sol                 | Érica Ribeiro Assunção                                   |                                         |
| 2024–2025 | Matches                         | Lara                                                     | Temporadas 2–3                          |
| 2025      | Capoeiras                       | Yves                                                     |                                         |

### Cinema
| Ano  | Título                          | Papel       |
| ---- | ------------------------------- | ----------- |
| 2005 | Cidade Baixa                    | Nilma       |
| 2006 | Zuzu Angel                      | Ana Angel   |
| 2007 | Tropa de Elite                  | Roberta     |
| 2008 | Casa da Mãe Joana               | Tatianne    |
| 2011 | Malu de Bicicleta               | Malu        |
| 2015 | Tudo que Aprendemos Juntos      | Bruna       |
| 2015 | Pequeno Dicionário Amoroso 2    | Jacqueline  |
| 2021 | 4 x 100 - Correndo por um Sonho | Maria Lúcia |
| 2023 | Uma Fada Veio Me Visitar        | Marcela     |

## Teatro
| Ano       | Título            | Personagem                                   |
| --------- | ----------------- | -------------------------------------------- |
| 2008      | A Ver Estrelas    | Bruxa                                        |
| 2008–2009 | Ensina-me a Viver | Dora Alegria / Nancy Mercury / Silvia Gazela |

## Prêmios e indicações
| Ano  | Associações                               | Categoria                          | Nomeações                       | Resultado |
| ---- | ----------------------------------------- | ---------------------------------- | ------------------------------- | --------- |
| 2010 | Prêmio Arte Qualidade Brasil              | Melhor Atriz de Seriado ou Projeto | S.O.S. Emergência               | Indicada  |
| 2010 | Festival Internacional Paulínia de Cinema | Melhor Atriz                       | Malu de Bicicleta               | Venceu    |
| 2011 | Prêmio Contigo! de Cinema Nacional        | Melhor Atriz (júri oficial)        | Malu de Bicicleta               | Indicada  |
| 2011 | Prêmio Contigo! de Cinema Nacional        | Melhor Atriz (júri popular)        | Malu de Bicicleta               | Indicada  |
| 2012 | Prêmio Guarani de Cinema Brasileiro       | Melhor Atriz Revelação             | Malu de Bicicleta               | Indicada  |
| 2012 | Prêmio Contigo! de TV                     | Melhor Atriz de Série/Minissérie   | Tapas & Beijos                  | Indicada  |
| 2013 | Prêmio APTR                               | Melhor Atriz Coadjuvante           | O Desaparecimento do Elefante   | Indicada  |
| 2013 | Prêmio Contigo! de TV                     | Melhor Atriz de Série/Minissérie   | Tapas & Beijos                  | Indicada  |
| 2014 | Prêmio Contigo! de TV                     | Melhor Atriz de Série/Minissérie   | Tapas & Beijos                  | Indicada  |
| 2015 | Prêmio Arte Qualidade Brasil              | Melhor Atriz Teatral Drama         | Pulsões                         | Venceu    |
| 2022 | Festival Sesc Melhores Filmes             | Melhor Atriz Nacional              | 4 x 100 - Correndo por um Sonho | Indicada  |